# 베른트 타우버
베른트 타우버(독일어: Bernd Tauber, 1950년 5월 7일~)는 독일의 배우이다.

## 출연 작품

### 영화
- 살인의 마을 탄뇌드 (2009년)
- 그녀의 비밀 (2005년)
- 빈센트 (2004년)
- 내가 속한 나라 (2000년)
- 구드런 (1992년)
- 특전 유보트 (1981년) - 조타장, 크리히바움 역